# Волков Михайло Карпович
Михайло Карпович Волков (рос. Волков Михаил Карпович; 19 лютого 1922, Серебрянка — 21 вересня 2007) — Герой Радянського Союзу, в роки радянсько-німецької війни механік-водій танка 100-ї танкової бригади 31-го танкового корпусу 1-го Українського фронту, старший сержант.

## Біографія
Народився 19 лютого 1922 року в селищі Серебрянка (в даний час у межах міста Смоленська) в сім'ї робітника. Закінчив 7 класів. Навчався на курсах шоферів.
У Червоній Армії з 1940 року. У 1941 році закінчив школу молодших командирів.
З початку радянсько-німецької війни — в діючій армії. Воював на Західному і 1-му Українському фронтах, брав участь у боях на Курській дузі. Звільняв Польщу, Чехословаччину.
17 вересня 1944 року старший сержант Михайло Волков на великій швидкості проскочив міст під охороною на річці Віслоці, в районі населеного пункту Беско за 18 кілометрів на південний схід від міста Кросно (Польща), придушив гусеницями артилерійську батарею і штурмову гармату противника, чим сприяв наступу танкової бригади. З підбитого танка виніс командира і врятував йому життя.
Указом Президії Верховної Ради СРСР від 10 квітня 1945 року за зразкове виконання бойових завдань командування і проявлені при цьому геройство і мужність старшому сержанту Волкову Михайлу Карповичу присвоєно звання Героя Радянського Союзу з врученням ордена Леніна і медалі «Золота Зірка» (№ 7984).

Могила Михайла Волкова

Після війни демобілізований з армії. Працював на автотранспорті. Жив у Києві. Батько депутата Олександра Волкова
Помер 21 вересня 2007 року. Похований у Києві на Лісовому кладовищі (ділянка № 8).

## Нагороди
Нагороджений орденом Леніна, трьома орденами Вітчизняної війни 1-го ступеня, орденом Вітчизняної війни 2-го ступеня, медалями.